# Mortain
Mortain ist eine Ortschaft und eine Commune déléguée in der französischen Gemeinde Mortain-Bocage mit 1.547 Einwohnern (Stand 2022) im Département Manche in der Region Normandie. 

## Geografie
Mortain liegt am Ufer des Flusses Cance.

## Geschichte
Am 6. Juni 1944 (D-Day) landeten die Alliierten in der Normandie. Der Plan für die Operation Overlord fußte auf ab 1941 ausgearbeiteten Invasionsplänen. 
Obwohl die Alliierten gewaltige Kräfte aufgeboten hatten, kamen sie stellenweise nur schleppend voran. Cherbourg im Norden der Cotentin-Halbinsel fiel am 26. Juni nach starkem amerikanischen Artilleriebeschuss und heftigen Straßenkämpfen (Schlacht um Cherbourg). 
Die US-Amerikaner unternahmen am 25. Juli einen Ausbruchsversuch aus ihrem Brückenkopf-Sektor (Operation Cobra), der in den Folgetagen im Westen zur Abschnürung der Cotentin-Halbinsel bis nach Avranches führte. Im Osten konnten US-amerikanische Einheiten bei Saint-Lô nach anfänglicher Verzögerung schnell die deutsche Front durchbrechen. Am 6. August starteten die Deutschen zwar unter dem leitenden OB West, Generalfeldmarschall Günther von Kluge, eine Konterattacke bei Mortain (Unternehmen Lüttich). Sie wurde aber schon nach zwei Tagen wieder gestoppt, was schließlich mit Hilfe der nördlich kämpfenden Briten und Kanadier zum Kessel von Falaise führte.
Mit Wirkung vom 1. Januar 2016 wurden die früheren Gemeinden Bion, Mortain, Notre-Dame-du-Touchet, Saint-Jean-du-Corail und Villechien fusioniert und damit eine Commune nouvelle mit dem Namen Mortain-Bocage geschaffen. Die Gemeinde Mortain gehörte zum Arrondissement Avranches und zum Kanton Mortain.

## Sehenswürdigkeiten

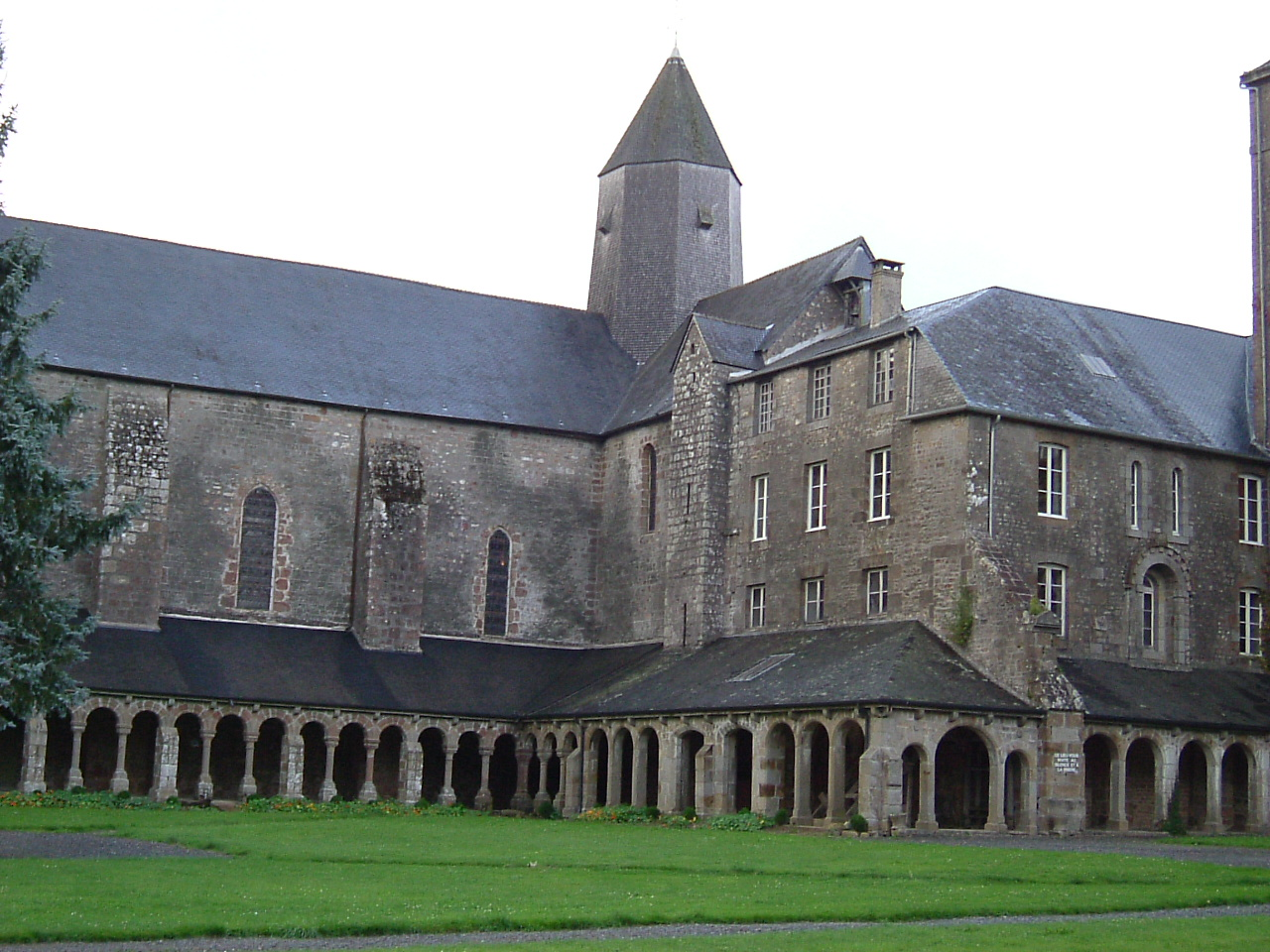
Die „weiße Abtei“ (Abbaye Blanche) in Mortain

Sehenswürdigkeiten, die durch den verwendeten Granit in diesem ehemaligen normannischen Lehensgut Jahrhunderte überdauert haben, sind zum Beispiel die berühmte weiße Abtei (Abbaye Blanche), wie auch die Stiftskirche St-Évroult. Weitere touristische Anziehungspunkte sind die Wasserfälle Grande Cascade und Petite Cascade sowie die kleine Kapelle Petite Chapelle, von wo aus man bei günstiger Witterung einen Blick bis zum 40 km entfernten Mont Saint Michel an der Meeresküste hat.

## Persönlichkeiten
- Henri Breuil (1877–1961), Priester und Prähistoriker
- Pauline Rebour (1878–1954), Feministin
- Yves Pouliquen (1931–2020), Augenarzt, Medizinforscher und Hochschullehrer

## Partnerschaft
Mortain unterhielt seit 1981 eine Städtepartnerschaft mit Thannhausen in Bayern (Deutschland). Auf dem Platz der Partnerschaft weisen Friedenstauben auf diese Verbindung hin. In der Kirche Saint Evroult befindet sich ein Geschenk der Partnergemeinde Thannhausen, eine Kopie der „Patrona Bavariae“ auf der Mariensäule in München.